# Цоне Кръстевски
Цоне Кръстевски (на македонска литературна норма: Цоне Крстевски) е северномакедонски археолог.

## Биография
Роден е на 9 април 1948 година в Крива паланка, тогава във Федеративна народна република Югославия, днес в Северна Македония. Завършва археология във Философския факултет на Белградския университет в 1977 година. Работи като съветник в Музея на Македония в Скопие. Кръстевски ръководи разкопките на Винишкото кале и на античното селище Хисар при Марвинци.